# Avricourt, Moselle

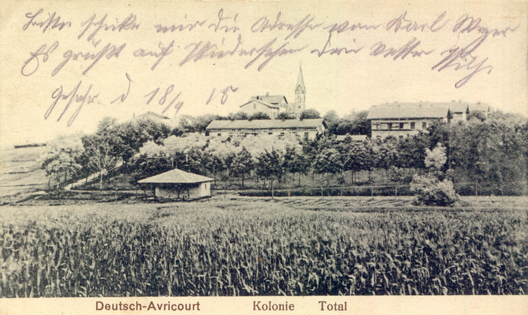
Deutsch-Avricourt

Avricourt là một xã trong vùng Grand Est, thuộc tỉnh Moselle, quận Sarrebourg, tổng Réchicourt-le-Château. Tọa độ địa lý của xã là 48° 39' vĩ độ bắc, 06° 48' kinh độ đông. Avricourt có điểm thấp nhất là 240 mét và điểm cao nhất là 334 mét. Xã có diện tích 10,32 km², dân số vào thời điểm 2005 là 673 người; mật độ dân số là 65,3 người/km².

## Thông tin nhân khẩu
| 1962 | 1968 | 1975 | 1982 | 1990 | 1999 |
| ---- | ---- | ---- | ---- | ---- | ---- |
| 963  | 877  | 811  | 725  | 669  | 647  |